# Salatín (Niżne Tatry)
Salatín (pol. Salatyn, 1630 m) – szczyt w zachodniej części Niżnych Tatr na Słowacji, najwyższy w tzw. Grupie Salatynów (Salatíny). Leży na obszarze Parku Narodowego Niżne Tatry. 
Potężny masyw Salatynu o formie wielkiej kopy zbudowany jest z wapieni, tworzących w wielu miejscach interesujące formacje skalne. W całym masywie występują licznie różnorodne zjawiska krasowe (jaskinie, leje krasowe, ponory itp.). Podłoże wapienne powoduje, że górna część masywu jest bezwodna, woda wsiąka bowiem w porowate podłoże. Strumienie pojawiają się tylko okresowo po opadach deszczu. 
Masyw Salatynu jest w większości porośnięty lasem. Wierzchołek góry porośnięty jest kosodrzewiną, a w miejscach skalistych występują bogate formacje roślinności naskalnej z dominującymi gatunkami roślin wapieniolubnych. Masyw Salatynu i Małego Salatynu obejmuje rezerwat przyrody Salatín. Na wapiennych skałach bogata roślinność wapieniolubna. Z rzadkich roślin występują tutaj: sasanka słowacka, szarotka alpejska, jaskier górski, skalnica okrągłolistna, rzeżucha trójlistkowa, starzec cienisty. Salatín jest jedynym miejscem w Słowacji, w którym rośnie skalnica Saxifraga mutata. 
Ze szczytu rozciąga się szeroka panorama widokowa. Oprócz Liptowa obejmuje Góry Choczańskie, Małą Fatrę, Wielką Fatrę, Orawę, Beskidy, Tatry i Niżne Tatry.

## Szlaki turystyczne
Na Salatyna można wejść z kilku miejsc dwoma szlakami turystycznymi:
  Ludrová – Ludrovská dolina – Hučiaky – Salatín. Czas przejścia: 4 h, ↓ 3.30 h
  Liptovská Lúžna – Ráztocké sedlo – Salatín. Czas przejścia: 3 h, ↓ 2.20 h
  Ludrová – Sedlo pod Kohútom – Bohúňovo – Sedlo pod Maľym Salatínom – Salatín. Czas przejścia: 3.30 h, ↓ 3 h
  Železné – Ráztocké sedlo – Salatín. Czas przejścia: 2.25 h, ↓ 1.50 h

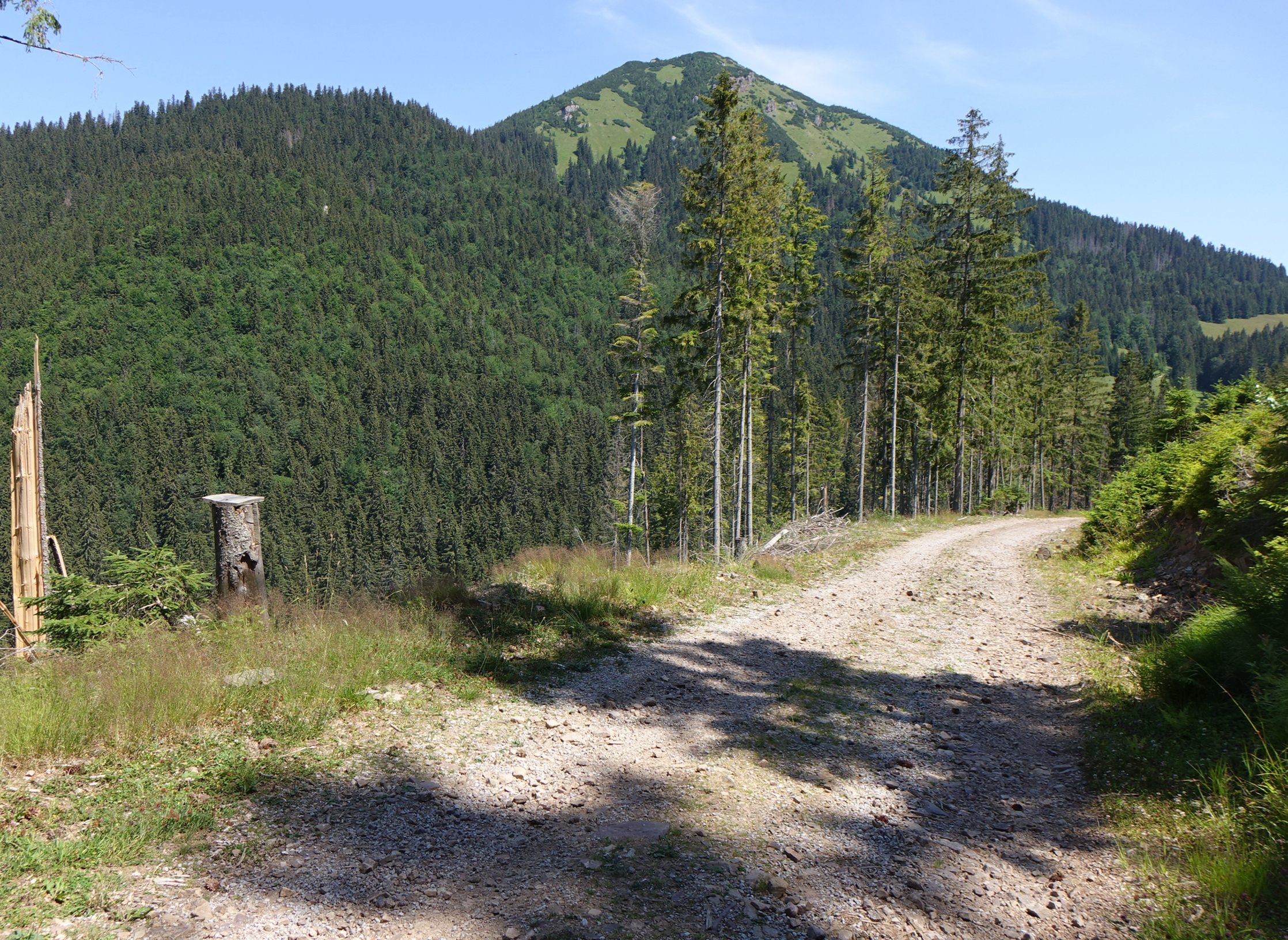
Widok z czerwonego szlaku
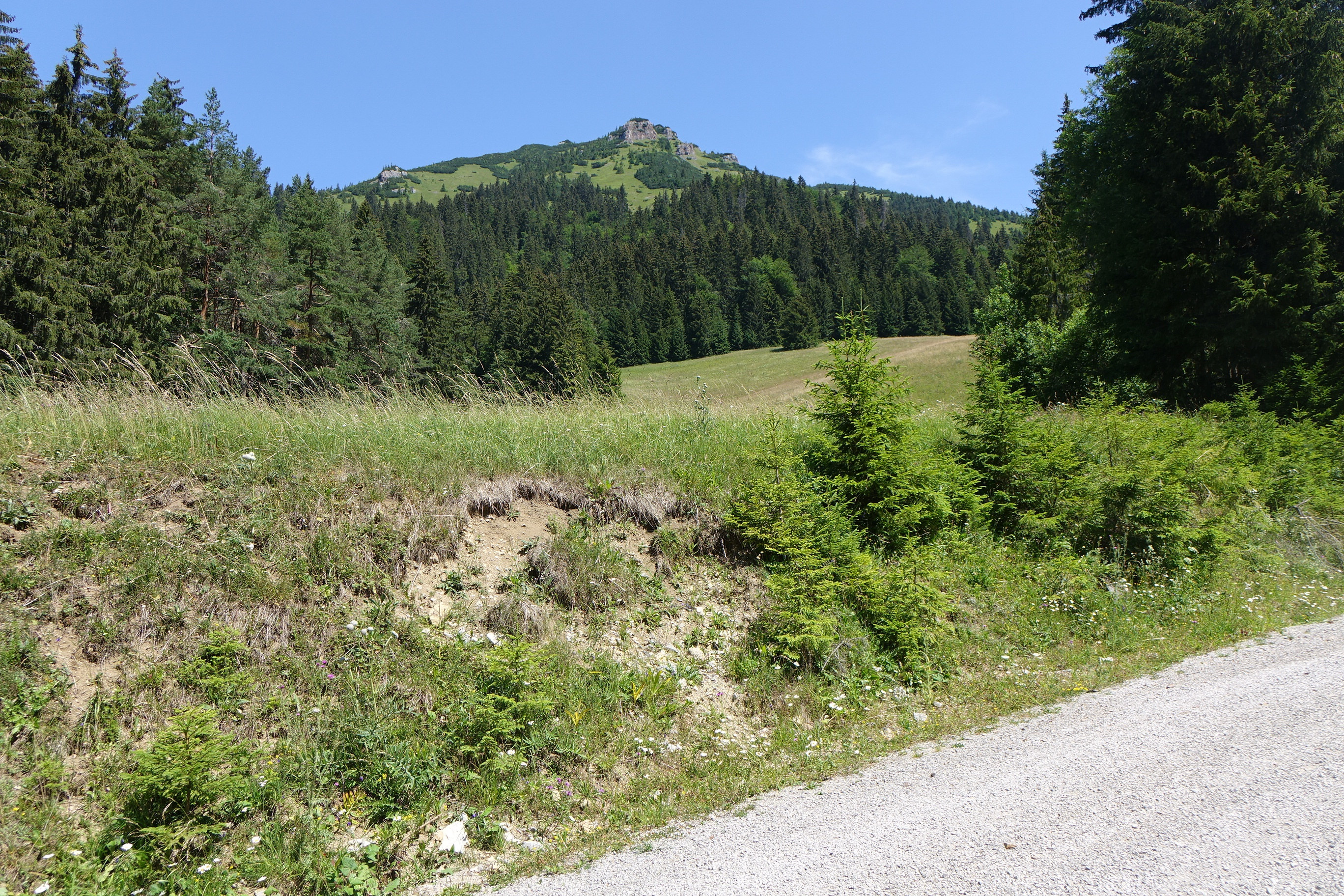
Widok z czerwonego szlaku
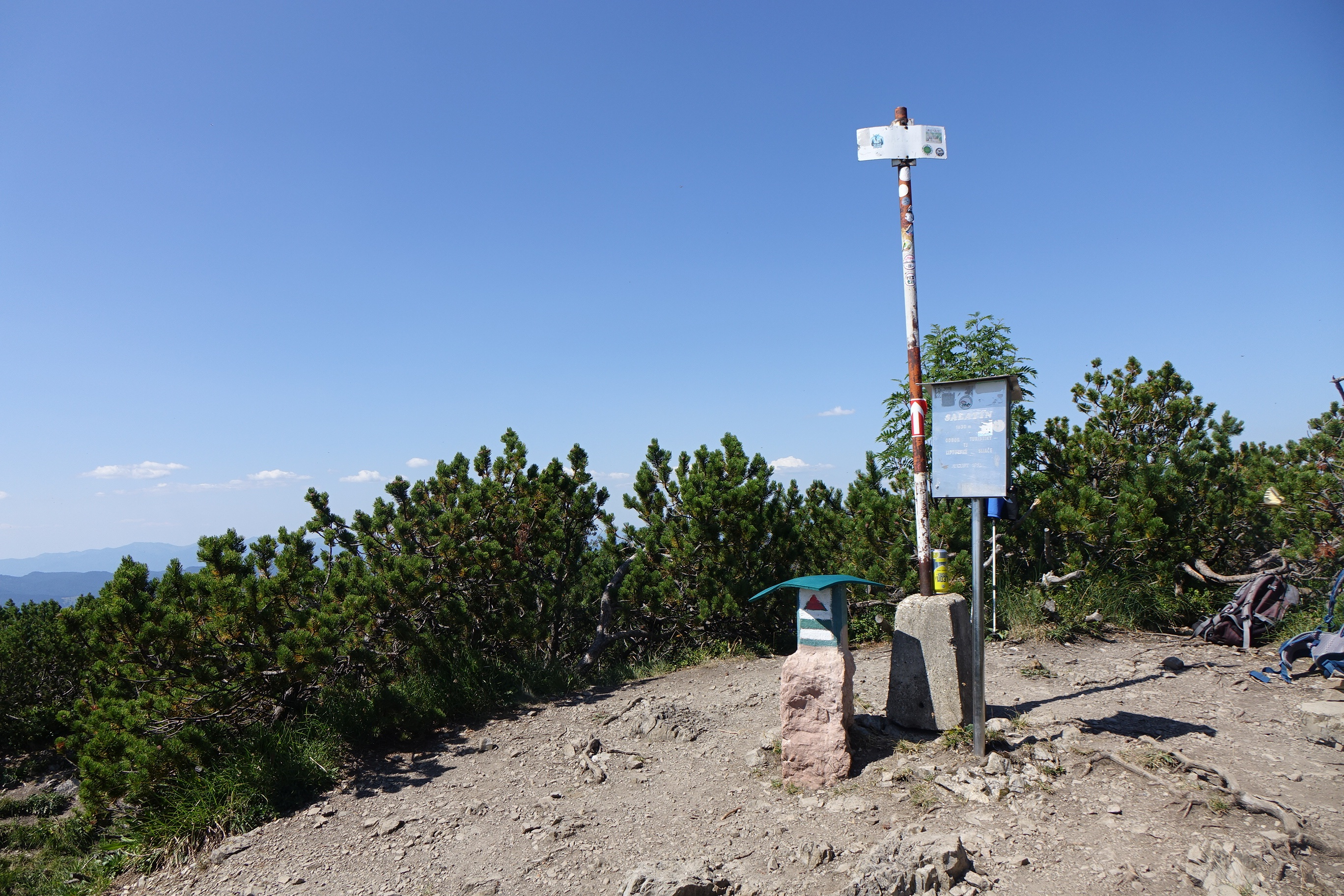
Na szczycie Salatína
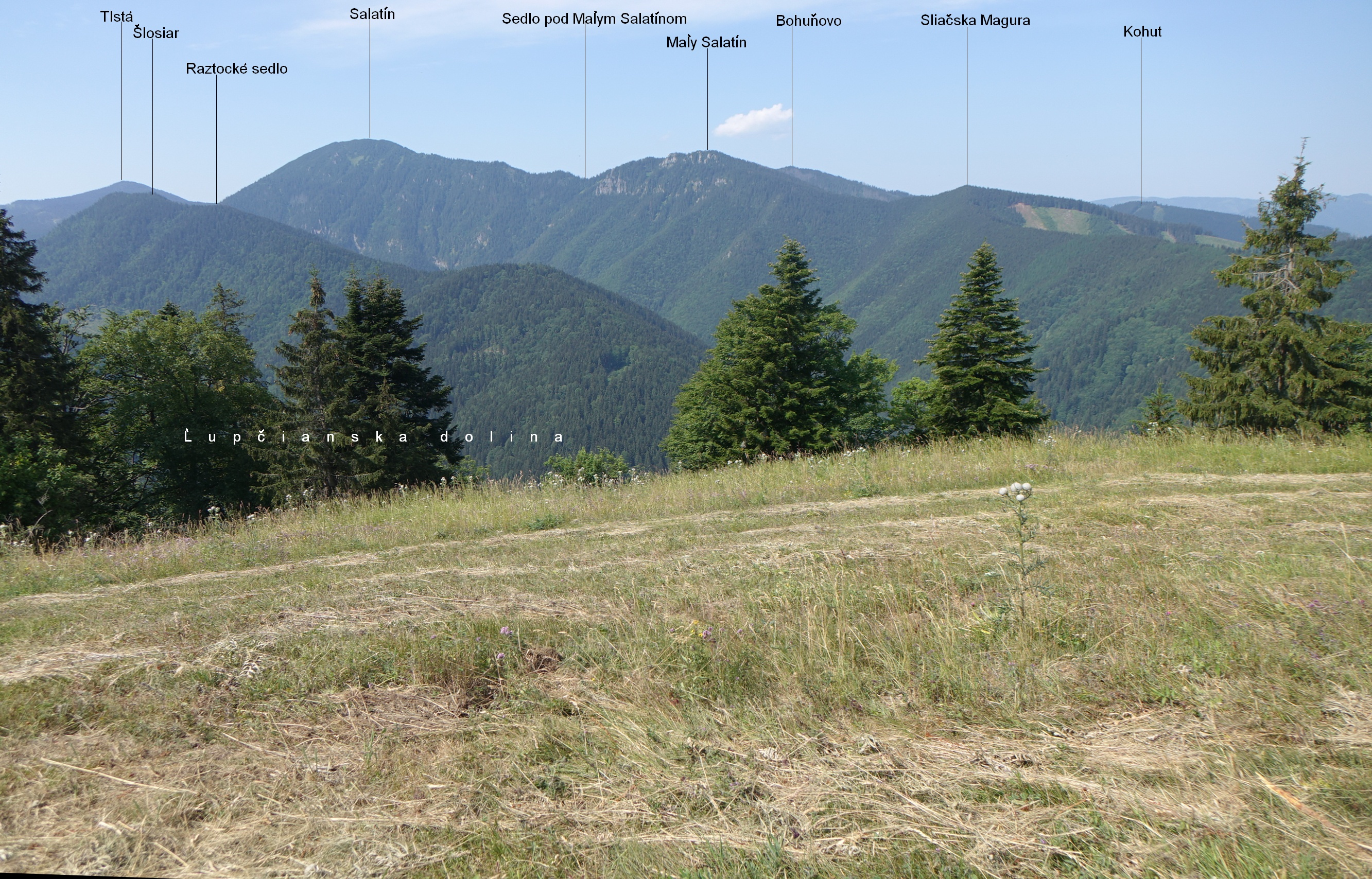
Widok ze szczytu Predná Magura